# دولت‌آباد (ازنا)
دولت‌آباد روستایی از توابع بخش مرکزی شهرستان ازنا در استان لرستان ایران است.

## جمعیت
این روستا در دهستان پاچه لک غربی قرار دارد و براساس سرشماری مرکز آمار ایران در سال ۱۳۸۵، جمعیت آن ۶۳۴ نفر (۱۳۲ خانوار)  بنیان روستا توسط بختیاری ها ی چهارلنگ که از طایفه درویشی بودند بنا نهاده شده است. سپس تعدادی از سایر بختیاریها و گرجی های چالسپار در ان محل اسکان گزیده اند